# 한국PR협회
한국PR협회는 PR활동의 윤리성과 공익성을 제고PR산업 및 PR학문의 발전을 도모하며, PR에 관한 조사연구 수행과 산학협동의 실행, 국내외적 교류협력 증진을 통해 우리나라 PR활동의 선진화와 PR인의 전문화 등에 이바지함을 목적으로 2001년 3월 13일 설립된 대한민국 문화체육관광부 소관의 사단법인이다. 사무실은 서울특별시 마포구 아현동 437-3 고려아카데미텔 1709호에 있다.

## 주요 사업
- PR활동의 윤리성, 공익성 제고를 위한 공익사업
- PR의 발전을 위한 조사, 연구, 토론, 출판 및 보급에 관한 사업
- PR의 질적 향상 및 실무 능력 향상을 위한 PR 연수
- PR인들의 전문성 향상을 위한 PR인 자격 인증
- PR관련 국내외 단체들과의 교류협력 증진 활동
- PR관련 우수사례 포상 등